# 德斯蒙德·派珀
德斯蒙德·派珀（英語：Desmond Piper，1941年10月11日—），澳大利亚男子曲棍球运动员。他曾代表澳大利亚参加1964年、1968年和1972年夏季奥林匹克运动会曲棍球比赛，获得一枚银牌和一枚铜牌。